# Narcisse Ewodo
Pour les articles homonymes, voir Ewodo.
Narcisse Ewodo, né le 29 octobre 1972 à Yaoundé, est un joueur camerounais de basket-ball évoluant au poste d'ailier et d'arrière. Il a également la nationalité française.

## Biographie
Narcisse Ewodo est le père des joueuses de basket-ball Marina Ewodo, internationale camerounaise, et Yohana Ewodo, internationale junior française,.

### Carrière en club
Narcisse Ewodo évolue en France au Toulouse Spacer's, l'EB Pau-Orthez (avec lequel il est champion de France en 1998 et 1999), Cholet Basket et Saint Thomas Basket Le Havre ainsi que pour le MHP Riesen Ludwigsbourg et le BG Karlsruhe en Allemagne où il est le meilleur marqueur de la saison 2004-2005,.

### Carrière internationale
Avec l'équipe du Cameroun, il dispute le Championnat d'Afrique 1992 au Caire,, terminant à la 8e place.